# Claudio Gora
Claudio Gora (Emilio Giordana: Gènova, 27 de juliol de 1913 – Roma, 13 de març de 1998) va ser un actor, director i guionista cinematogràfic de nacionalitat italiana.

## Biografia
El seu pare era el general Carlo Felice Giordana, un heroi caigut en el transcurs de la Primera Guerra Mundial. Després de graduar-se en dret, Claudio Gora va fundar a Gènova, sent molt jove, el Teatre Sperimentale "Luigi Pirandello". Va debutar al cinema en 1939 com a actor amb Trappola d'amore, de Raffaello Matarazzo. La seva activitat va prosseguir amb nombrosos papers d'actor jove, entre els quals figuren els que va fer a Torna, caro ideal de Guido Brignone (1939), Signorinette (1942) de Luigi Zampa, La storia di una capinera (1943) de Gennaro Righelli, film en el qual va conèixer a la seva futura esposa Marina Berti, Nessuno torna indietro (1943) d'Alessandro Blasetti, Resurrezione (1944) de Flavio Calzavara.
Finalitzada la Segona Guerra Mundial va obtenir els seus primers compromisos d'importància en coproduccions italofrancesas com La Certosa di Parma (1947) de Christian-Jacque i Maria Antonietta, regina di Francia (1956) de Jean Delannoy.
Mentrestant, va debutar com a director amb un treball desafiador, basat en la novel·la revelació de Giuseppe Berto, Il cielo è rosso (1950), a la que va seguir el 1953 Febbre di vivere, un valent estudi de l'ambient i costums de les noves generacions, film basat en l'obra teatral Cronaca, escrita per Leopoldo Trieste. El 1960 va dirigir La contessa azzurra, film producït per l'armador Achille Lauro.
El seu primer paper de "autor" va arribar en 1958 amb La tempesta, un film històric i d'aventures de gran pressupost dirigit per Alberto Lattuada, que era una adaptació de l'obra La filla del capità, de Aleksandr Pushkin. Després d'aquesta pel·lícula va tenir el paper de Rem Banducci, marit de la víctima, en Un maledetto imbroglio (1959), de Pietro Germi, una adaptació de la cèlebre novel·la de Carlo Emilio Gadda Quer pasticciaccio brutto de via Merulana. I delfini de Francesco Maselli, Adua e le compagne d'Antonio Pietrangeli, Tutti a casa de Luigi Comencini i Un amore a Roma de Dino Risi, van ser totes rodades en 1960.
Altres pel·lícules destacades van ser Una vita difficile i Fantasmi a Roma (1961), Il sorpasso (1962), Il processo di Verona (1963), Il medico della mutua (1968), Il prof. dott. Guido Tersilli primario della clinica Villa Celeste convenzionata con le mutue (1969), Confessione di un commissario di polizia al procuratore della repubblica (1971), Gente di rispetto iLa donna della domenica (1975).
Casat amb l'actriu Marina Berti, a la que va conèixer el 1942 a Torí, Gora va tenir cinc fills, tots dedicats al món de l'espectacle: Andrea, Marina, Carlo, Luca i Cristina.
Claudio Gora va morir a Rocca Priora, província de Roma, a causa d'un atac de cor el 1998.

## Selecció de la seva filmografia

### Director
- Il cielo è rosso (1950)
- Febbre di vivere (1953)
- L'incantevole nemica (1953)
- La grande ombra (1956)
- Tormento d'amore (1958)
- Tre straniere a Roma (1958)
- La contessa Azzurra (1960)
- L'odio è il mio Dio (1969)
- Rosina Fumo va in città a farsi il corredo (1972)

### Actor
- Primavera, de Giovanni Paolucci (1937)
- Torna caro ideal, de Guido Brignone (1939)
- Ricchezza senza domani, de Ferdinando Maria Poggioli (1939)
- Melodie eterne, de Carmine Gallone (1940)
- Trappola d'amore, de Raffaello Matarazzo (1940)
- Amami,Alfredo, de Carmine Gallone (1940)
- Amore imperiale, d'Alexander Wolkoff (1941)
- Il bazar delle idee, de Marcello Albani (1941)
- E' caduta una donna, de Alfredo Guarini (1941)
- Signorinette, de Luigi Zampa (1942)
- Mater dolorosa, de Giacomo Gentilomo (1942)
- Dove andiamo signora?, de Gian Maria Cominetti (1942)
- Quarta pagina, de Nicola Manzari (1942)
- Documento Z 3, de Alfredo Guarini (1942)
- Gran premio, de Giuseppe Musso i Umberto Scarpelli (1942)
- Squadriglia bianca, de Jon Sava (1943)
- L'amico delle donne, de Ferdinando Maria Poggioli (1943)
- La storia di una capinera, de Gennaro Righelli (1943)
- Il fiore sotto gli occhi, de Guido Brignone (1944)
- Resurezione, de Flavio Calzavara (1944)
- Io t'ho incontrata a Napoli, de Pietro Francisci (1946)
- Le modelle di via Margutta, de Giuseppe Maria Scotese (1946)
- Preludio d'amore, de Giovanni Paolucci (1946)
- La Certosa di Parma, de Christian-Jacque (1947)
- L'isola di Montecristo, de Mario Sequi (1948)
- Fanciulle di lusso, de Bernard Vorhaus (1952)
- Maria Antonietta, regina di Francia, de Jean Delannoy (1956)
- La tempesta, de Alberto Lattuada (1958)
- Un maledetto imbroglio, de Pietro Germi (1959)
- Via Margutta, de Mario Camerini (1960)
- Adua e le compagne, de Antonio Pietrangeli (1960)
- Tutti a casa, de Luigi Comencini (1960)
- Un amore a Roma, de Dino Risi (1960)
- Fantasmi a Roma, de Antonio Pietrangeli (1961)
- A porte chiuse, de Dino Risi (1961)
- Una vita difficile, de Dino Risi (1961)
- El hijo de Espartaco, de Sergio Corbucci (1962)
- Il sorpasso, de Dino Risi (1962)
- Il processo di Verona, de Carlo Lizzani (1962)
- Ultimatum alla vita, de Renato Polselli (1962)
- La mia signora, episodi Eritrea, de Luigi Comencini (1964)
- Intrigo a Parigi, de Jean-Paul Le Chanois (1964)
- I nostri mariti, episodi "Il marito di Roberta", de Luigi Filippo D'Amico (1966)
- Los despiadados, de Sergio Corbucci (1967)
- Lo scatenato, de Franco Indovina (1967)
- John il bastardo, d'Armando Crispino (1967)
- Il medico della mutua, de Luigi Zampa (1968)
- La famiglia Benvenuti, d'Alfredo Giannetti (1968)
- Il prof. dott. Guido Tersilli primario della clinica Villa Celeste convenzionata con le mutue, de Luciano Salce (1969)
- Un esercito di 5 uomini, de Italo Zingarelli (1969)
- Michele Strogoff, corriere dello zar, d'Eriprando Visconti (1970)
- Il caso "Venere privata", de Yves Boisset (1970)
- I giovedì della signora Giulia, de Paolo Nuzzi i Massimo Scaglione (1970)
- Confessione di un commissario di polizia al procuratore della repubblica, de Damiano Damiani (1971)
- Siamo tutti in libertà provvisoria, de Manlio Scarpelli (1971)
- Valeria dentro e fuori, de Brunello Rondi (1972)
- La polizia sta a guardare, de Roberto Infascelli (1973)
- La donna della domenica, de Luigi Comencini (1975)
- Il vangelo secondo Simone e Matteo, de Giuliano Carmineo (1975)
- L'uomo della strada fa giustizia, de Umberto Lenzi (1975)
- Perché si uccide un magistrato, de Damiano Damiani (1976)
- El león del desierto, de Moustapha Akkad (1981)
- Io so che tu sai che io so, d'Alberto Sordi (1982)
- Sono un fenomeno paranormale, de Sergio Corbucci (1985)
- Il conte Tacchia, de Sergio Corbucci (1983)
- Vacanze di Natale '91, d'Enrico Oldoini (1991)

## Treball televisiu
- Così è se vi pare, amb Giuseppe Pagliarini, Claudio Gora i Romana Garassini. Direcció de Silverio Blasi. 17 de gener de 1958.
- Il provinciale, amb Alessandro Sperlì, Marcello Di Martire i Claudio Gora. Direcció de Stefano De Stefani. 9 d'agost de 1962.
- Il Cardinale Lambertini, d'Alfredo Testoni, amb Claudio Gora, Diego Michelotti i Mario Pisu. Direcció de Silverio Blasi. 22 d'abril de 1963.
- Champignol senza volerlo, amb Anna Maria Gherardi, Maria Teresa Vianello i Claudio Gora. Direcció de Silverio Blasi. 25 de febrer de 1963.
- Vita di Dante. Direcció de Vittorio Cottafavi, 1965.
- Maria Stuarda, amb Gianni Galavotti, Edda Soligo i Claudio Gora. Direcció de Luigi Squarzina. 8 de setembre de 1968.
- Il corvo, amb Claudio Gora, Marina Berti i Roberto Herlitzka. Direcció de Leonardo Cortese. 4 d'agost de 1970.
- La signora dalle camelie, amb Bianca Galvan, Massimo Foschi i Claudio Gora. Direcció de Vittorio Cottafavi. 24 de setembre de 1971.